# Bullterriere
Bullterriere eller "bull and terriers" en gruppe med hunde som kan hævdes at have opstået i Storbritannien i 1800-tallet, selv om typen nok så dagens lys meget tidligere.

## Historie
Bull and Terrier er en krydsning mellem Old English Bulldog og en bred vifte af Terrier. Anatomien af Bull og Terrier er resultatet af selektiv avl med henblik på jagt og hundekampe.

### Jagt
De fleste terriere, fra fortid og nutid, har båret eller bærer en fjerdedel til en ottendedel Old English Bulldog blod i dem for at, angiveligt, give mod til at bære bid af byttedyret, de er beregnet til at angribe. Terriers der ikke blev udviklet fra krydsninger mellem Old English Bulldog og grave-hunde var af ringere kvalitet og blev værdsat langt mindre.
Der er grave-hunde, der som standard og definition kaldes terriere, fordi de har evnen til at gå til i grave; Men den bedste grave og jagt terriere er afkom af Bulldogs avlet med grave-hunde (Terrier), også kendt som "Bull Terrier" eller "halv-avlet" hunde.